# Ace 8.1
Der Ace 8.1 war ein Kleinwagen, den Ace von 1912 bis 1914 baute.
Der Wagen hatte einen seitengesteuerten Vierzylinder-Reihenmotor mit 749 cm³ Hubraum (Bohrung × Hub = 56 mm × 76 mm), der von Austin zugeliefert wurde. Das Gemisch wurde dem Motor über einen einzelnen Stethnos-Vergaser zugeführt. Die Motorleistung wurde über ein manuelles Dreiganggetriebe an die Hinterräder weitergeleitet. Der Wagen hatte vorne und hinten Starrachsen, die an halbelliptischen Längsblattfedern aufgehängt waren. Der Radstand betrug 2184 mm, die Spurweite 1143 mm.
Einzige Karosserieversion war ein zweisitziger Phaeton mit einer Länge von 3048 mm und einer Breite von 1422 mm.
1914 wurde die Fertigung kriegsbedingt eingestellt.